# Liniewskie Góry
Liniewskie Góry (kaszb. Lëniewsczé Górë) – osada w Polsce, położona w województwie pomorskim, w powiecie kościerskim, w gminie Liniewo
Osada  pogranicza kaszubsko-kociewskiego,  na wschodnim krańcu Pojezierza Kaszubskiego, graniczy bezpośrednio z Liniewem. Znajduje się du dawny folwark szlachecki i dworek z końca XIX wieku.
W latach 1975–1998 miejscowość administracyjnie należała do województwa gdańskiego.